# Johann Baptist Streicher

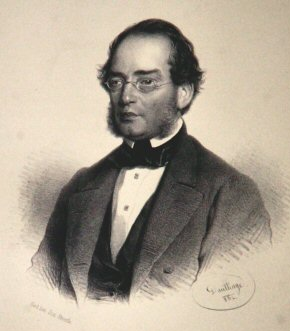
Johann Baptist Streicher, Lithografie von Adolf Dauthage, 1862

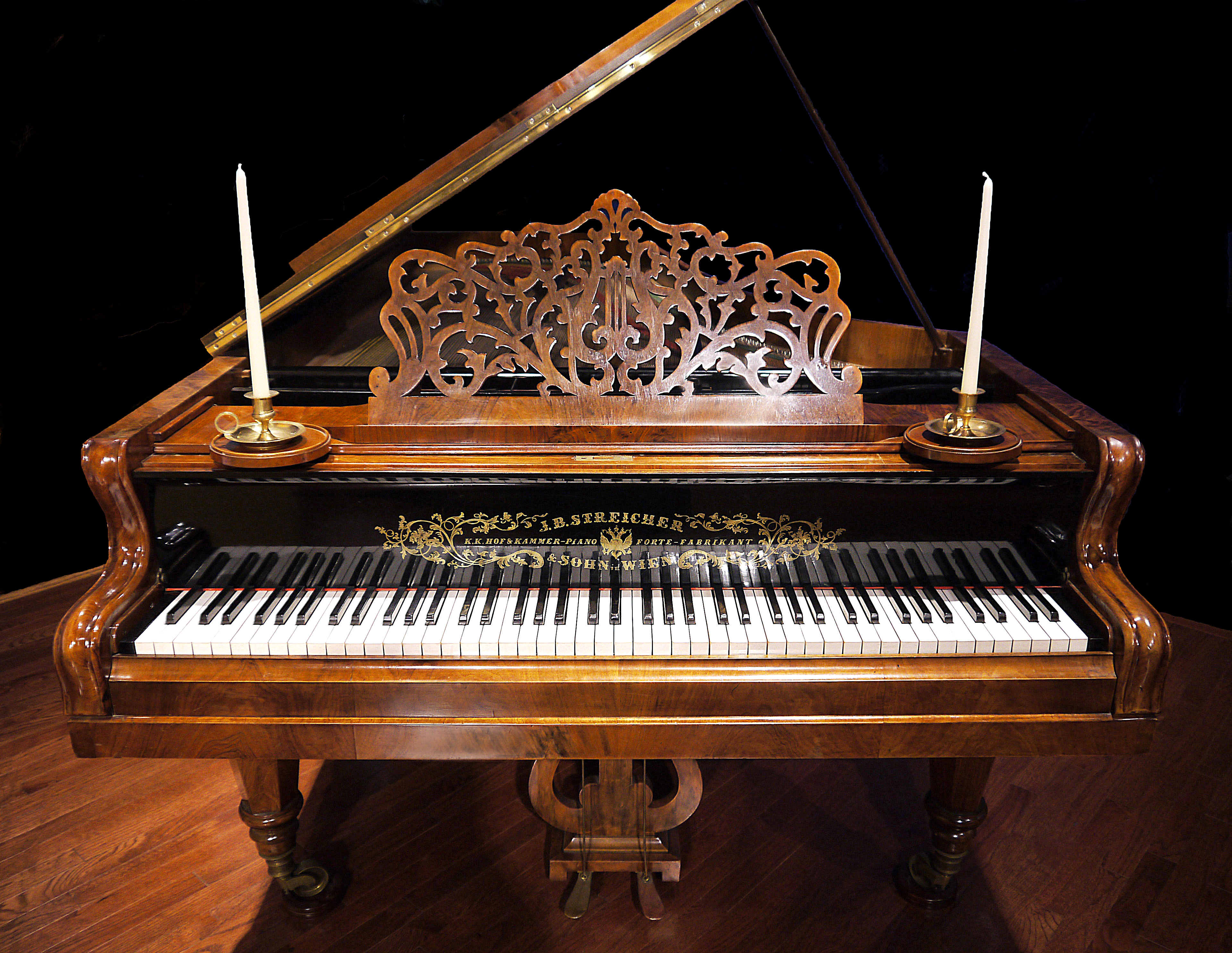
Klavier aus der Manufaktur von Johann Baptist Streicher (Wien, 1869)

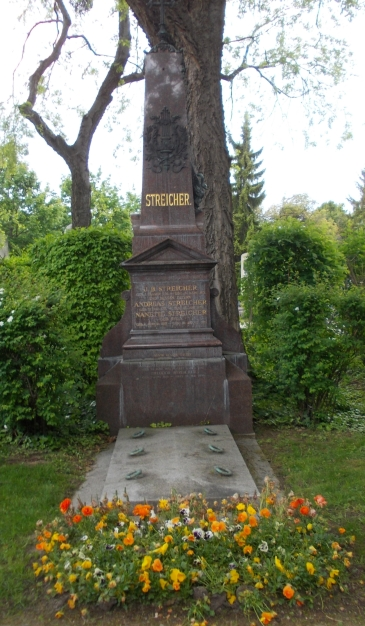
Grabstätte von Johann Baptist Streicher

Johann Baptist Streicher (* 3. Januar 1796 in Wien; † 28. März 1871 ebenda) war ein bedeutender österreichischer Klavierbauer im 19. Jahrhundert.

## Leben
Streicher war der Sohn von Andreas Streicher und Nannette Streicher. In der Klaviermanufaktur seiner Eltern erlernte er das Handwerk des Klavierbauers. 1823 wurde er Teilhaber und nach dem Tod seiner Eltern im Jahr 1833 Alleininhaber der Firma, die unter seiner Leitung zahlreiche Patente entwickelte und Weltgeltung erlangte. Zu seinen bekanntesten Schülern gehörte der deutsche Klavierbauer Johann Bernhard Klems.
Johann Baptists Sohn Emil Streicher verkaufte 1896 das Unternehmen an die Gebrüder Stingl, da sein Sohn Theodor Streicher es nicht übernehmen, sondern sich nur als Komponist betätigen wollte. Er ruht im Ehrengrab seines Vaters auf dem Wiener Zentralfriedhof (Gruppe 32A, Nummer 30).
Im Jahr 1893 wurde in Wien-Landstraße (3. Bezirk) die Streichergasse nach ihm benannt. Der Klavierbauer Paul McNulty fertigte die weltweit erste Kopie eines Streicher-Klaviers an, das im Jahre 1868 gebaut wurde und das Johannes Brahms im Jahre 1870 von Streicher erhielt und bis zu seinem Tod in seinem Haus aufbewahrte.

## Familie
Johann Baptist Streicher war in erster Ehe mit Auguste geb. André (1802–1847) verheiratet, die am 1. Juli 1847 im Alter von 45 Jahren starb. Aus der Ehe stammt der Sohn Emil Streicher (* 24. April 1836 in Wien; † 9. Januar 1916 ebenda), der 1857 in die Firma seines Vaters eintrat und sie nach dessen Tod allein weiterführte.
In zweiter Ehe heiratete Johann Baptist Streicher am 7. Januar 1849 die Pianistin Friederike Müller. Aus dieser Ehe stammt die am 25. Oktober 1849 geborene Tochter Carolin Johanna.

## Aufnahmen
1. Boyd McDonald. Johannes Brahms. The piano Miniatures. Streicher 1851, Hammerflügel
2. Hardy Rittner. Johannes Brahms. Complete Piano Music. Bosendorfer 1846, 1856; Streicher 1868, Hammerflügel
3. Alexandre Oguey, Neal Peres De Costa. Pastoral Fables. Works for cor anglais and pianos. Hammerflügel nach Streicher von Paul McNulty